# Bomb Fusion
Bomb Fusion, a volte scritto anche Bombfusion, è un videogioco a piattaforme pubblicato nel 1989 per gli home computer Amiga, Amstrad CPC, Atari 8-bit, Atari ST, Commodore 64 e ZX Spectrum dall'editrice a basso costo Mastertronic. Fu sviluppato dalla PAL Developments e a video è presentato come pubblicato su licenza della Virgin Mastertronic.
Si controlla un personaggio che deve raccogliere oggetti vaganti e al contempo deve disinnescare bombe prima che esplodano entro pochi secondi. A volte veniva considerato simile al classico arcade Bomb Jack, soprattutto nella versione Amiga, che come Bomb Jack ha sfondi basati su monumenti del mondo.

## Trama
I terroristi hanno piazzato bombe in un impianto nucleare, andato fuori controllo. L'eroe deve salvare la situazione, raccogliendo le celle di combustibile e riportandole nel contenimento, e disinnescando nel frattempo eventuali bombe. All'inizio del gioco l'eroe arriva sul posto con un piccolo veicolo, che il manuale descrive come una Sinclair C5.

## Modalità di gioco
Bomb Fusion si svolge su scenari bidimensionali a schermo fisso, formati da piattaforme sospese. Il giocatore controlla un omino caricaturale, i cui controlli sono limitati a muoversi a destra e sinistra sulle piattaforme e a saltare. Sul fondo non c'è un pavimento continuo, e se l'omino o un qualunque elemento mobile cade giù fuori dallo schermo, ricompare immediatamente in alto, sulla verticale del punto in cui era caduto. Viceversa, saltando oltre la cima dello schermo è possibile risbucare in basso.
Un piccolo tubo sputa fuori di tanto in tanto numerose palline che rappresentano le celle di combustibile. Queste vagano indefinitamente per lo schermo, rotolando e cadendo. Lo scopo del gioco è raccoglierle e portarle a una cassa fissa dove vengono immagazzinate. Quando il protagonista tocca una pallina, questa inizia a seguirlo ovunque, salti compresi, così dietro l'omino si forma un codazzo di palline finché non vengono scaricate nella cassa. Per superare ogni livello è necessario recuperare un certo numero di palline indicato a video, e infine raggiungere l'uscita.
Sparse per lo scenario ci sono alcune bombe immobili e frequentemente se ne innesca una alla volta, riconoscibile dalla miccia accesa. Il protagonista la deve spegnere toccandola, prima che scada il relativo tempo di esplosione, indicato da un contatore. Se avviene un'esplosione la radioattività, indicata da una barra, aumenta di un terzo. La stessa bomba può accendersi più volte. La radioattività si azzera a ogni livello; se arriva al massimo si perde una vita.
Una grossa sfera chiamata Balloid vaga costantemente per lo scenario, anch'essa rotolando e cadendo. Se la sfera viene in contatto con il protagonista, la barra della radioattività aumenta gradualmente, inoltre eventuali palline che lo seguivano vengono sganciate.
Alcune piattaforme fanno da trampolini e possono spingere il protagonista molto più in alto di un normale salto.
Tra un livello e l'altro cambia la composizione delle piattaforme e il numero di palline da recuperare, per il resto sono tutti simili.
Solo nella versione Amiga i livelli hanno un'immagine decorativa di sfondo: ogni livello ha una diversa fotografia digitalizzata di un luogo monumentale o panoramico del mondo, come Trafalgar Square o l'Arco di Trionfo. Nelle altre versioni lo sfondo è nero, solo su Commodore 64 con un campo di stelle scorrevole.
Nella versione Amiga ci sono in tutto 24 livelli, in quella ZX Spectrum 32.

## Accoglienza
L'accoglienza della critica europea fu variabile, nel complesso poco entusiasta anche per un gioco a basso costo. La rivista MicroHobby fu molto positiva riguardo alla versione ZX Spectrum, in particolare dando un voto di 10/10 al fattore coinvolgimento.
Secondo Aktueller Software Markt il gameplay diventa una routine monotona; per la rivista la versione Amiga era accettabile grazie alla buona realizzazione, ma quelle Amstrad CPC e ZX Spectrum presentavano ulteriori mancanze ed erano giudicate negativamente.
Anche per Génération 4 il gioco su computer a 16 bit era accettabile (Amiga e Atari ST 65%), mentre per The Games Machine era mediocre (Amiga 51%).
Un giudizio molto negativo venne da Zzap!, che diede 32% alla versione Commodore 64 e lo ritenne noioso, ripetitivo, con grafica blanda.